# محمد تقي الخونساري
السيد محمّد تقي الخونساري (بالفارسية: سید محمدتقی خوانساری) عالم دین إسلامي شیعي إیراني، من علماء القرن 14 هـ،حصل على درجة الاجتهاد من الحوزة العلمية في النجف، عمل مع الشيخ عبد الكريم الحائري اليزدي على تأسيس الحوزة العلمية في مدينة قم، و أثناء تواجده في النجف كان ضمن المقاتلين ضد الاستعمار البريطاني، و الذي أسره وأبعده إلى الهند و بعد إطلاق سراحه عاد إلى إيران.

## نشأته
ولد محمد تقي بن أسد الله الخونساري في مدينة خوانسار الإیرانیه، في شهر رمضان سنة 1305هـ، والده أسد الله والذي کان يعد من علماء العصر آنذاك، وينتهي نسب الخونساري إلى الإمام موسى الكاظم بثلاثين واسطة.
درس الخونساري المقدمات في حوزة خونسار علی ید والده أسد الله وغیره من العلماء، وبعد إنهائه للمقدمات ومقدار من دراسة الفقه و الأصول، سافر إلى النجف عام 1322هـ لإكمال دراسته الدینیه، وقد نال درجة الاجتهاد،  بعدها عاد إلى خونسار ثمّ إلى قم واستقرّ هناک.

### زواجه
تزوج محمد تقي الخونساري من إحدى بنات الشيخ محمد علي الأراكي، إلا أنها توفيت، فتزوج بأختها.

### اولاده
له ستة أبناء وهم:
- محمد باقر.
- علي.
- محمد.
- أبو القاسم.
- حسین.
- کاظم.

## نشاطاته
عندما عاد الخونساري إلی إیران، سکن لفترة وجیزه في مسقط رأسه، ثم هاجر إلی مدينة أراك، وذلك لتواجد الشیخ عبد الکریم الحائري هناك، بعدها هاجر مع الحائري إلى مدينة قم عام 1340هـ، حیث ساعده في تأسيس الحوزة العلمية هناك.

### الاستعمار البریطاني
أثناء تواجد السید الخونساري في النجف، کان مع محمّد تقي الشيرازي ومصطفى الكاشاني من المقاتلین ضد الاستعمار البریطاني،و قد جرح نتیجة إصابته بطلقة، فأسر ته القوّات البريطانية، وأبعدته إلى بلاد الهند التي كانت إحدی مستعمرات بريطانيا، و قد قضی في الأسر أربع سنوات، أُطلق بعدها سراحه، فعاد إلی إیران.

## أساتذته
- محمّد كاظم الطباطبائي اليزدي.
- فتح الله الإصفهاني المعروف بشيخ الشريعة.
- محمد كاظم الخراساني المعروف بالآخوند.
- عبد الكريم الحائري اليزدي.
- آقا ضياء الدين العراقي.
- علي القوجاني.

## تلامذته
- محمّد اليزدي المعروف بالمحقّق الداماد.
- محمد علي الأراكي.
- لطف الله الصافي الكلبايكاني.
- علي الصافي الكلبايكاني.
- مرتضى المطهري.
- مرتضى الحائري اليزدي.
- محمد الوحيدي.
- عطاء الله الأشرفي الإصفهاني.
- أسد الله المدني.
- مصطفى الصفائي الخونساري.
- مهدي المدرّس اليزدي.
- رضا الصدر.
- محمود الطالقاني.
- إبراهيم العلوي الخوئي.[4]

## مؤلفاته
1. حاشية على رسالة ذخيرة العباد ليوم المعاد للميرزا محمد تقي الشيرازي (باللغة الفارسية).
2. حاشية على مناسك الحج للشيخ الأنصاري (باللغة الفارسية).
3. حاشية على رسالة منتخب الأحكام.
4. حاشية على العروة الوثقى لليزدي.
5. مختصر الأحكام.
6. حاشية على تقويم الصلاة.
7. حاشية على وسيلة النجاة لأبي الحسن الاصفهاني.
8. كتاب الطهارة.
9. كتاب الصلاة، وهو تتمة وتعليق على دروس الشیخ عبد الكريم الحائري.[5]

## وفاته
تُوفّي في الیوم السابع من شهر ذي الحجّة لعام 1371هـ في همدان إثر إصابته بنوبة قلبیة، ودُفن في مرقد فاطمة المعصومة في قم.

## انظر ایضاٌ
- مرتضي المطهري.
- محمد علي الأراكي.